# Редиу Митрополиеј (Јаши)
Редиу Митрополиеј (рум. Rediu Mitropoliei) насеље је у Румунији у округу Јаши у општини Поприкани. Oпштина се налази на надморској висини од 52 m.

## Становништво
Према подацима из 2002. године у насељу је живело 140 становника, од којих су сви румунске националности.